# Palle Vibe
Palle Vibe er en dansk idéforfatter, videnskabsskribent og foredragsholder. Født 1952 som søn af grønlandsforskeren Christian Vibe, især kendt for flytningen af moskusokser fra Østgrønland til Vestgrønland samt mærkning af isbjørne, og sangpædagog og portrætmaler Grete Vibe. Palle Vibe, der er uddannet tekstforfatter, har til dato skrevet, oversat og været konsulent på hen ved 25 fagudgivelser og har desuden medvirket i flere radio- og tv-udsendelser.
Han udsendte i efteråret 1978 den okkulte kultgyser "Oiufaels Bog", der i 2007 blev genudgivet i udvidet udgave under titlen "Oriuagors profeti", på engelsk: "Oriuagor - The One who Waits". Hans nyeste roman "Livets Brud"  blev udsendt i starten af 2009. Og i 2011 udgav Palle Vibe fagbogen "Lav en Demo", der hjælper alle til nemt og enkelt at producere den musikdemo, der bedst kan præsentere deres talent.
I 2015 udgav Palle Vibe den anmelderroste "Som ulve er færrest og får er flest", der er en lille satire om det vanskelige parforhold i en verden af ulve og får. Vibe producerer også cd-serien "Naturens Melodi"  med skandinaviske naturlyde og som aktiv musiker desuden cd-albummet "8 helt naturlige hits" , hvor let popmusik og naturlyde er blandet på en helt ny måde. Palle Vibe spiller også keyboard i sit eget 60-coverband. Han bor med sin kone, Gunhild, i Farum.